# 東郷茂彦
東郷 茂彦（とうごう しげひこ、1945年1月10日 - ）は、元朝日新聞、ワシントンポスト記者。現在、國學院大學研究開発推進機構共同研究員。学位は博士（神道学）。
疎開先の長野県軽井沢町の別荘で生まれ、程なくして帰京。祖父東郷茂徳は太平洋戦争開戦時及び終戦時の外務大臣。父東郷文彦は、戦後外務事務次官、駐米大使を務めた。双子の弟東郷和彦は、元駐オランダ大使・外務省欧亜局長であった（2002年に辞任退職）。

## 経歴
父・文彦が外交官だった為、学習院初等科在学中にオランダに1年間、スイスに2年間在住。語学堪能なのはこの頃身に付けたもの。帰国後、学習院中等科、東京都立日比谷高等学校を経て、早稲田大学政治経済学部卒業。なお、近衞甯子（甯子内親王）、久邇朝宏（久邇宮）、東郷和彦（元オランダ大使）は、学習院初等科時代の同級生。
1969年に朝日新聞社に入社した。朝日新聞名古屋支局で愛知県警詰めキャップを経験し、東京本社に戻って政治部に配属され三木武夫首相（当時）の番記者を務めた。1976年5月にワシントン・ポスト紙の記者に転じた。
海外誌であるワシントンポストで書いた記事が日本に逆輸入されることで、その後の報道や選挙結果が大きく変動した。1988年に絵本『ちびくろサンボ』の絶版のきっかけとなる日本での黒人の取り扱いの記事を書いた。更に1989年の組閣後に鳥越俊太郎が書いた宇野宗佑首相に関する女性問題は当初は国内では問題視されなかったが、東郷のワシントンポストでの記事がマスコミに紹介されたことで報道は批判一色となり、自由民主党は参議院選挙で敗北した。鳥越と共に日本政界の乱れた異性関係が問題視される風潮の発端をつくった。
2018年3月16日、國學院大學より「『天皇の永続性』の研究 : 近代における制度と人物を通じて」で、博士（神道学）を受ける。

## 人物
- 東郷姓は朝鮮にルーツを持つ曾祖父の朴伊駒の代に買い受けたもので、同じ薩摩出身の海軍元帥・伯爵東郷平八郎と血縁関係はない。
- 双子の弟の東郷和彦、父の東郷文彦、祖父の東郷茂徳も職業外交官であり、東郷家は戦前から外務省と繋がりが深い。
- 母方の祖母エディ・ド・ラランド（東郷エヂ）はユダヤ系ドイツ人であった[1]。
- 妻紀子の父川上保雄は元昭和大学学長。

## 著作
- 『祖父 東郷茂徳の生涯』（文藝春秋、1993年）
- 『Japan』クリッピング−ワシントン・ポストが書いた『日本』（講談社インターナショナル、1996年）
- 『「天皇」永続の研究　近現代における国体観と皇室論』（弘文堂、2020年）